# Diego Moniz
Diego Moniz fue un trovador gallego del siglo XIII, activo en la corte de Alfonso X.

## Biografía
No quedan datos biográficos. Por su apellido y colocación en el Cancionero Nacional estudiosos como Carolina Michaelis sostienen que era hermano del también trovador Airas Moniz de Asma. António Resende de Oliveira encontró el nombre de ambos en documentos de los monasterios de Oseira y de Castañeda.

## Obra
Se conservan dos cantigas de amor. En el índice del cancionero de la Biblioteca Nacional de Lisboa aparecen otras cuatro cantigas que se han perdido.